# Tèncters
Els tèncters o tèuters (llatí: Tencteri o Teuteri, grec antic: Τέγκτεροι) eren un poble germànic esmentat per primer cop per Juli Cèsar.
Sembla que junt amb els usipets ocupaven un districte de l'interior de Germània fins que en van ser expulsats pels sueus aproximadament l'any 53 aC, i es van establir després d'haver vagat durant tres anys, a la vora del baix Rin expulsant de la riba est als menapis, que van conservar només la riba oest. Més tard els tèncters van creuar el Rin i es van establir també a la riba occidental, entrant en els territoris dels menapis, eburons i condruses que havien demanat la seva ajuda contra Roma l'any 56 aC. Aquestos pobles van demanar establir-se a la Gàl·lia però Cèsar ho va rebutjar dient que no hi havia espais lliures, i els va suggerir establir-se al territori dels ubis, que havien establert una aliança amb Roma. Els tèncters i els seus aliats van demanar tres dies per respondre i van demanar als romans que no avancessin cap a l'interior del país, però Cèsar, sospitant una traïció, va avançar però en sortí derrotat i el seu exèrcit va patir nombroses baixes. L'endemà els caps germànics van comparèixer davant Cèsar i van al·legar legítima defensa i van demanar altra vegada una treva temporal, però Cèsar els va fer presoners i va atacar els seus campaments, que mancats de caps, i davant d'aquell atac inesperat van oferir una resistència desorganitzada, i les dones i els nens van fugir. La cavalleria romana va perseguir els fugitius, als que va matar sense contemplacions. Els combatents, en sentir els crits de les dones i les criatures, van deixar les armes i una part es va retirar cap al Rin on van ser atrapats i molts van morir combatent i d'altres ofegats. Els sigambres van acollir als que van poder travessar el riu, i els van donar uns territoris entre el riu Sieg i el Rur.
Els tèncters eren famosos per la seva excel·lent cavalleria, i al seu nou país posseïen la ciutat de Budaris (prop de Düsseldorf), i el fortí de Divítia (Deutz).
En temps d'August es van integrar a la confederació del poble querusc, diu Titus Livi, i després es van ajuntar en altres confederacions en guerra contra Roma, especialment la dels alamans, fins que es van unir als francs.